# 道の駅風穴の里

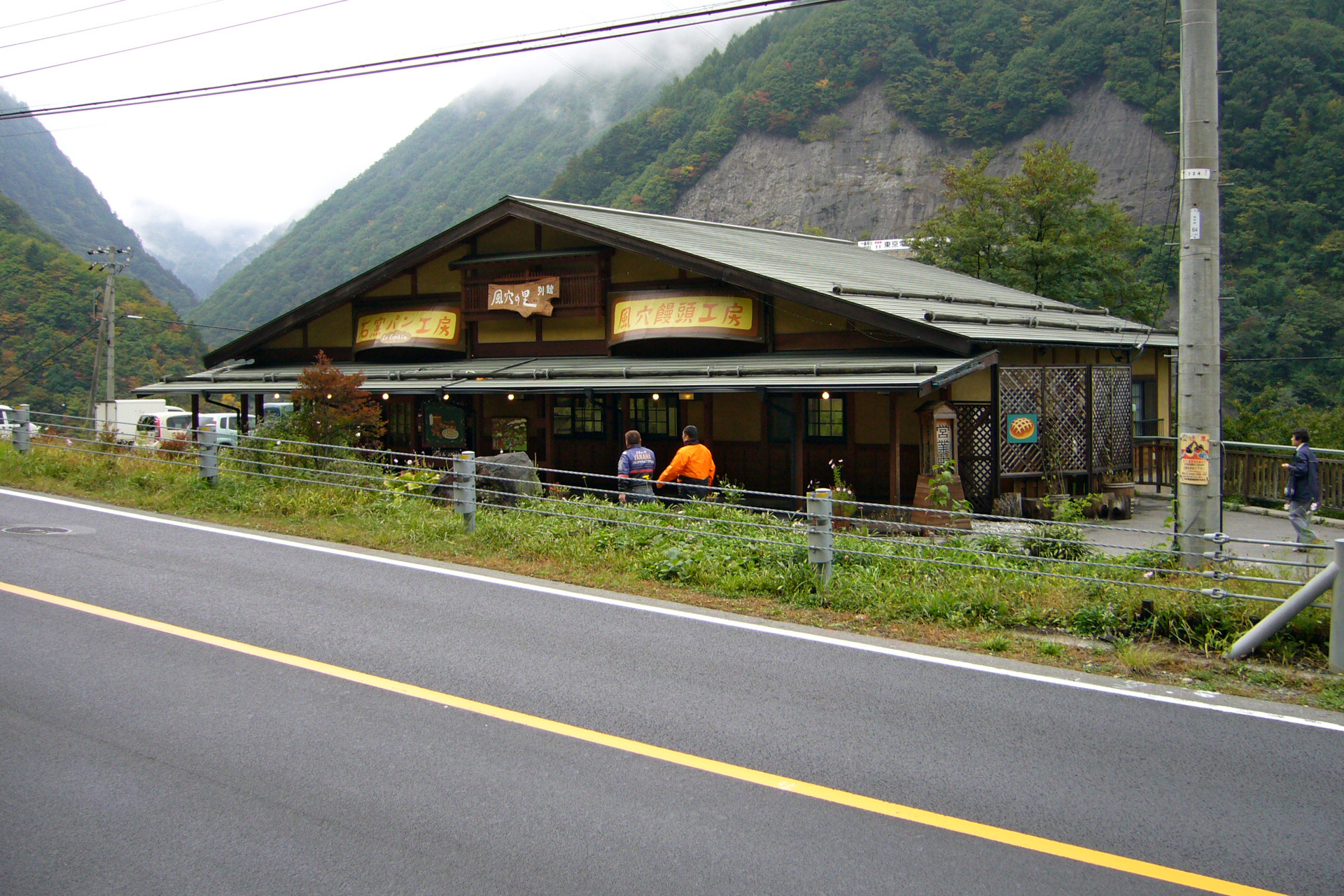
別館

道の駅風穴の里（みちのえき ふうけつのさと）は、長野県松本市安曇にある国道158号の道の駅である。

## 施設
- 駐車場
  - 普通車：32台[2]
  - 大型車：10台[2]
  - 身障者用：2台[2]
- トイレ
  - 男性：大 5器（2器）、小 11器（7器）
  - 女性：19器（14器）
  - 身障者用：2器（1器）

※（）内は、24時間利用可能
- 物産品販売所（9:00 - 17:00）[2]
  - 稲核集落特産の漬け菜である稲核菜（いねこきな）が販売されている[2]。
- お食事処 そばの花（食堂、9:30 - 16:00）[2]
- 風穴

### 管理団体
- 設置者：松本市
- 指定管理者：稲核生産者組合[3]

## 休館日
- 毎週木曜日（11月中旬 - 4月中旬）[2]

## 名前の由来
北アルプスの地下水から起こる冷風がガラ場を通過して地上に出る所（風穴）がこの地区には多く存在する。明治時代は天然の冷蔵庫として蚕種（蚕卵）の貯蔵庫として全国各地より委託を受けていた。

## アクセス
- 国道158号 - 登録路線
- E19 長野自動車道 松本ICより約30分。
- E67 中部縦貫自動車道（安房峠道路） 中ノ湯ICより約40分。

## 周辺
- 松本市安曇資料館（松本市立博物館附属施設）
- 水殿ダム・ふれあいダム広場